# Градишкий Дол
Градишкий Дол (словен. Gradiški Dol) — поселення в общині Рогашка Слатина, Савинський регіон, Словенія. Висота над рівнем моря: 282,3 м.